# Gendun Czokji Nima
Gendun Czokji Nima (tyb. དགེ་འདུན་ཆོས་ཀྱི་ཉི་མ, Wylie: dge 'dun chos kyi nyi ma, ZWPY: Gêdün Qoigyi Nyima; ur. 25 kwietnia 1989 roku), rozpoznany przez obecnego Dalajlamę, Tenzina Gjaco jako XI inkarnacja Panczenlamy.
Kiedy w 1989 roku niespodziewanie zmarł X Panczenlama, przed Tybetańskim Rządem na Uchodźstwie stanęło niezwykle trudne zadanie – poszukiwanie jego reinkarnacji w Tybecie, od 40 lat znajdującym się pod kontrolą Chińskiej Republiki Ludowej. Jako że władze chińskie zdawały sobie sprawę z politycznej wagi tego wyboru, całe poszukiwania należało przeprowadzić w tajemnicy. Gdy wreszcie stojący na czele grupy poszukiwawczej Czadrel Rinpocze znalazł właściwego chłopca i Dalajlama potwierdził wybór (w 1995 roku), Gendun Czokji Nima zniknął bez śladu, a Czadrel Rinpocze został aresztowany (później skazany na 6 lat więzienia za „spiskowanie z siłami separatystycznymi” i ujawnienie tajemnicy państwowej). Władze chińskie zaś, posługując się w tym celu Sengczenem Lobsangiem Gjalcenem, unieważniły wybór i w teatralnej ceremonii wylosowały „prawdziwego” Panczenlamę. Został nim, uzależniony od Komunistycznej Partii Chin, Gjalcen Norbu, zwany przez Tybetańczyków fałszywym lamą.

## Zaginiony
Miejsce pobytu Genduna Czokji Nimy jest nieznane. Nie wiadomo nawet, czy żyje, ponieważ konsekwentnie władze chińskie nie dopuszczają do spotkania się z nim ani dziennikarzy, ani wysłanników organizacji walczących o prawa człowieka. Swego czasu rząd polski otrzymał od dyplomacji Chin obietnicę dostarczenia aktualnej fotografii XI Panczenlamy, ale z obietnicy tej Pekin nie wywiązał się. Władze chińskie utrzymują, że Gendun ukończył szkołę i wiedzie normalne życie, jednak ani miejsce jego pobytu, ani prawdziwość tych twierdzeń nie mogą być zweryfikowane.